# Amerigo Bonasera
Amerigo Bonasera este un personaj fictiv creat de Mario Puzo pentru romanul său Nașul. Deși nu este un personaj major, este unul important deoarece prin intermediul său reiese partea binevoitoare și milostivă a personajului principal Don Corleone. Filmul începe cu celebra sa replică - Cred în America....